# Меморіальні та анотаційні дошки Маріуполя

## Анотаційні
| Зображення             | На честь кого, чого чи якої події | Розміщення                                                                                |
|                        | 9-ї авіадивізії | вул. 9-ї авіадивізії, 2                                                                   |
|                        | Бахчиванджі Григорія Яковича | проспект Нахімова, 174/1 на розі з вулицею Бахчиванджі                                    |
|                        | Блажевича Івана Івановича, Героя Радянського Союзу, що брав участь у відвоюванні Маріуполя.                                                      | вулиця Блажевича, на розі з проспектом Металургів                                         |
|                        | Варганова Василя Опанасовича, першого голови Маріупольської Ради робітничих і солдатських депутатів, начальника Червоної гвардії міста Маріуполя | проспект Металургів, 47 (на розі з вулицею Соборною)                                      |
|                        | Гастелло Миколи Францовича | на розі проспекту Металургів і вулиці Гастелло                                            |
|                        | Гугеля Якова Семеновича | вулиця Гугеля                                                                             |
|                        | Європи | Європейський куточок в Театральному сквері                                                |
|                        | Казанцева Івана Георгійовича, радянського вченого-металурга                                                                                      | на розі вулиць Казанцева і Італійської (колишньої Апатова)                                |
|                        | Куїнджі Архипа Івановича | проспект Металургів, 25, на будинку Міського центру сучасного мистецтва ім. А. І. Куїнджі |
|                        | Лавицького Миколи Юхимовича | Вулиця Лавицького, 2                                                                      |
|                        | Левченка Віктора Івановича | вул. Левченка, 1, на будівлі заводоуправління ММК імені Ілліча                            |
| Файл:Проспект Миру.JPG | Леніна Володимира Ілліча | Проспект Миру, 66/39                                                                      |
|                        | Лепорського Володимира Володимировича | вулиця Лепорського                                                                        |
|                        | Ломізова Д. Н. (1923—1943), керівника підпільної групи, слюсаря комбінату «Азовсталь»                                                            | Комсомольський бульвар, 2, на розі з вулицею Ломізова                                     |
|                        | Луніна Миколи Олександровича | проспект Луніна,                                                                          |
|                        | Павлова Євгена Вікторовича | площа Мічмана Павлова, на будівлі залізничного вокзалу                                    |
|                        | Незалежності Металургійного комбінату ім. Ілліча                                                                                                 | площа Незалежності                                                                        |
|                        | Осипцова Володимира Нестеровича, віце-президента ВАТ «Азовмаш»                                                                                   | у сквері ім. Осипцова, проспект Металургів                                                |
|                        | Пам'яті Великої Перемоги | Алея Пам'яті (відрізок вул. Архітектора Нільсена)                                         |
|                        | Партнерству влади і бізнесу Маріуполя | Алея в Міськсаду                                                                          |
|                        | Перемоги над Німеччиною в Великій Вітчизняній війні                                                                                              | проспект Перемоги, 36/23                                                                  |
|                        | Покришкіна Олександра Івановича | на розі проспекту Металургів і вулиці Покришкіна                                          |
|                        | Сулеймана і Роксолани | перед входом до мечеті                                                                    |
|                        | |                                                                                           |

## Меморіальні

### На честь людей
| Зображення           | Кому присвячено | Розміщення |
| Файл:МД Бойко В..JPG | Бойко Володимиру Семеновичу, на фасаді Приазовського державного технічного університету, який він закінчив у 1970 році                                                                                | вулиця Університетська, 7 на фасаді Приазовського державного технічного університету                               |
|                      | Варганову Василю Афанасійовичу, на будинку технічного училища, де він навчався в 1907—1910 роках | вулиця Митрополитська, 61 на будинку Металургійного ліцею                                                          |
|                      | Висоцькому Володимиру Семеновичу, в честь 60-річчя | проспект Ілліча, на Будинку культури «Іскра».                                                                      |
|                      | Героям Радянського Союзу Губенко Антону Олексійовичу, Жердєву Миколі Прокоповичу, Якименко Антону Дмитровичу і двічі Герою Соціалістичної Праці Горбаню Григорію Яковичу на будинку де вони навчались | вулиця Митрополитська, 63 на будинку Металургійного ліцею                                                          |
|                      | Голубєву Івану Петровичу, на будинку де він працював з 1962 по 1985 рік | Проспект Миру, 9/22                                                                                                |
|                      | Губенко Антону Олексійовичу, на будинку профтехшколи де він навчався в 1925—1926 роках | вулиця Митрополитська, 63 на будинку Металургійного ліцею                                                          |
|                      | Гуцулу Сергію Федоровичу, засновнику торговельної мережі «Побуттехніка» | проспект Будівельників,                                                                                            |
|                      | Іллічівцям, співробітникам заводоуправління, що загинули у Великій Вітчизняній війні: Нефедову Л. Н., Головину В. Г., Лук'янову А. Г., Устименку П. Ф., Крючкову Н. Н., Романову П. Є., Лико Н. М.    | вулиця Левченка, 1, на будівлі заводоуправління ММК імені Ілліча                                                   |
|                      | Казанцеву Івану Георгійовичу, на будинку, де він жив в 1950—1966 роках | Проспект Миру, 63/1                                                                                                |
|                      | Каримову Ігорю Каримовичу, на будинку де він жив | Проспект Миру, 22                                                                                                  |
|                      | Костоправу Георгію Антоновичу, на будинку де він працював в 1932—1937 роках | Проспект Миру, 35                                                                                                  |
|                      | Котенку Вілію Михайловичу, на будинку де в 1945 році він починав свою трудову діяльність | Проспект Миру, 34 (кінотеатр «Перемога»)                                                                           |
|                      | Меджибозькому Мирону Яковичу, на старому корпусі ПДТУ, де він працював з 1966 по 1993 рік | вулиця Італійська, 115                                                                                             |
|                      | Петровському Григорію Івановичу | Театральна площа, 1, на будівлі Театру російської драми. В сквері біля театру в 1917 році він виступав на мітингу. |
|                      | Саєнку Івану Іларіоновичу | вулиця Семенишина, 36, на будинку де він жив і помер                                                               |
|                      | Саєнко Рені Іллінішній | вулиця Георгіївська, 20, на будівлі Маріупольського краєзнавчого музею                                             |
|                      | Серафимовичу Олександру Серафимовичу, на будинку де він жив в 1896—1898 роках | вулиця Георгіївська, 37                                                                                            |
|                      | Ульянову Дмитру Іллічу, на будку де він перебував у квітні 1920 року | вулиця Артема, 48 (на розі з проспектом Миру)                                                                      |
|                      | Федорову Андрію Павловичу, на будинку Маріупольської гімназії де він навчався з 1899 по 1907 рік | вулиця Георгіївська, 69                                                                                            |
|                      | Харабету Юхиму Вікторовичу, на будинку де він жив в 1972—2004 роках | вулиця Артема, 59                                                                                                  |
|                      | Шамраю Михайлу Семеновичу, на будівлі цеху де він працював в 1939—1940-х роках | |
|                      | Яруцькому Леву Давидовичу, на будинку де він жив | вулиця Архітектора Нільсена, 32                                                                                    |

### На честь подій
| Зображення | Розміщення                                            | Текст |
|            | Проспект Миру, 40                                     | В цій будівлі влітку 1922 року в дитячому будинку ім. Леккерта був створений перший піонерський загін |
|            | Проспект Миру                                         | На цьому місті знаходилась будівля російського театру в якому з 1932 по 1937 рік працював Маріупольський грецький театр |
|            | на розі проспекту Миру і вулиці Харлампіївської       | Тут, біля будівлі колишнього готелю «Континенталь», 12 січня 1918 р (30 грудня 1917 р) відбулась остання битва з контрреволюційними силами за встановлення радянської влади в місті Маріуполі |
|            | на розі проспекту Миру і вулиці Харлампіївської       | Тут в 1920 році розміщувався штаб начальника морських сил Чорного і Азовського морів (НАМОРСИ), який керував створенням радянського військово-морського флоту на півдні країни і обороною азовсько-чорноморського узбережжя. |
|            | на розі вулиць Георгіївської і Артема                 | Під час окупації міста Маріуполя 1941—1943 рр. в цьому будинку знаходилась біржа праці. Звідси були забрані в рабство в Німеччину понад 60 тисяч маріупольців. Кожен десятий загинув в неволі. Всім колишнім в'язням — жертвам фашизму присвячується. |
|            | на будівлі залізничного вокзалу                       | Тут, на станції Маріуполь, 8—20 грудня 1905 року проходив страйк маріупольських залізничників в підтримку грудневого збройного повстання. |
|            | на будівлі залізничного вокзалу                       | 22 листопада 1917 року на станції Маріуполь в результаті збройного зіткнення з контрреволюціонерами, червоногвардійці захопили вагон із зброєю. |
|            | вул. Левченка, прохідна ММК імені Ілліча              | Тут, 9/22/ — 15/28/ липня 1899 року відбувся найбільший на Півдні Росії страйк робітників /спільно з робітниками заводу «Руський Провіданс»/. Роки найактивніших виступів робітників цього заводу: 1903, 1905, 1906, 1916 рр. |
|            | вул. Левченка, прохідна ММК імені Ілліча              | В 1920 році заводи «Нікополь» і «Руський Провіданс» були об'єднані під назвою Маріупольські держзаводи «А» і «Б». В 1924 році, на прохання робітників, об'єднаному заводу було присвоєне ім'я Ілліча. |
|            | Парк Петровського, на будівлі палацу спорту «Азовмаш» | В цій будівлі 8 травня 1986 року був створений і відправлений перший загін міста Маріуполя на ліквідацію наслідків аварії на Чорнобильській АЕС. |
|            | вулиця Архітектора Нільсена                           | В цьому будинку в 1917—1918 рр. знаходився Маріупольський військово-революційний комітет. |
|            | вулиця Левченка                                       | Ордена Леніна Жданівський металургійний завод ім. Ілліча 21 жовтня 1967 року за перемогу в соціалістичному змаганні на ознаменування перемоги Великого Жовтня нагороджено пам'ятним прапором Центрального Комітету КП України, Президії Верховної Ради УРСР, Ради Міністрів УРСР і Укропфради. Пам'ятний прапор залишено в колективі на вічне зберігання як символ трудової доблесті. |